# Komet Brooks
Komet Brooks ali Brooks 2 (uradna oznaka je 16P/Brooks) je periodični komet z obhodno dobo 6,14 let. Pripada Jupitrovi družini kometov.

## Odkritje
Odkril ga je ameriški astronom William Robert Brooks (1844 – 1922) 7. julija 1889. Takrat pa ni opazil nikakršnega gibanja. Odkritje je lahko potrdil šele naslednje jutro, ko je opazil, da se je komet pomaknil proti severu. 1. avgusta 1889 je znani lovec na komete Edward Emerson Barnard opazil dva dela kometa, ki ju je označil z »B« in »C«, ki sta bila 4,5' (kotnih minut) narazen. Avgusta je našel še štiri ali pet delov kometa, toda naslednji dan jih ni mogel več opazovati. 4. avgusta je opazil še dve telesi, ki ju je označil z »D« in »E«. Telo »E« je izginilo naslednjo noč, »D« pa naslednji teden. Okoli sredine meseca je telo »B« postajalo večje in slabotnejše in je izginilo v začetku septembra. Telo »C« je preživelo do sredine novembra (1889). Do ponovnega pojavljanja 13. januarja 1891 niso opazili novih teles. 
Razpad kometa pripisujejo temu, da je komet prešel Rocheevo mejo v letu 1886, ko je preživel dva dneva znotraj tirnice Jupitrove lune Io